# Deusto
Deusto (em basco: Deustu) é o Distrito número 1 correspondente às divisões administrativas de Bilbau, capital da província basca de Biscaia (Espanha). Tem 52 218 habitantes e uma superfície de 4,95 km², embora os seus bairros somente ocupem 3,19 km², sendo o terreno remanescente a encosta do Monte Archanda. Divide-se nos bairros de Arangoiti, Ibarrecolanda, San Ignacio-Elorrieta e San Pedro de Deusto-La Ribera. A anteiglesia de San Pedro de Deusto foi município independente até 1 de janeiro de 1925, dia no que foi unido à capital biscainha.
O distrito é conhecido regionalmente como uma zona de ambiente estudantil, ao ser sede da Escola de Magistério, da Faculdade de Ciências Econômicas e Empresariais da Universidade do País Basco, da Escola Oficial de Idiomas e da Universidade de Deusto.

## Localização
O distrito situa-se no extremo noroeste da villa (cidade) de Bilbau, limitando com as áreas municipais de Sondika e Erandio a norte, a leste com o distrito 2 (Uríbarri) e a sul e oeste fica separada dos distritos 6 (Abando) e 8 (Basurto-Zorroza) pela ria de Bilbau.

## História

### Aanteiglesia

Escudo da antiga anteiglesia de Deusto

Pouco se conhece da anteiglesia de Deusto, ao ficar destruída muita da documentação durante a Guerra Civil Espanhola. Porém, é sabido que a paróquia de San Pedro de Deusto data do século XIV. O assentamento em Deusto contou com alguns caseríos desde o século XVI, que foram crescendo em número paulatinamente desde então, sendo a atividade portuária e pesqueira a mais destacada. Já no século XVIII, a povoação era eminentemente agrícola, cultivando-se principalmente trigo e uvas.
Em 1752, foi erigido o primeiro edifício da anteiglesia. Seguiu um segundo edifício construído em 1888, que foi demolido na guerra civil. Ao município correspondia-lhe a cadeira número 35 nas Juntas Gerais de Biscaia. Tradicionalmente, a república dividia-se em "La Ribera", de caráter marinheiro e comercial, e o Goierri, área interior e rural.
No final do século XIX, a zona recebeu um importante impulso devido à chegada do comboio que ligava Bilbau com o balneário de Las Arenas, em Getxo. O mesmo permitia os habitantes transportarem os seus produtos ao mercado da Ribeira de Bilbau, facilitando o trajeto que anteriormente se fazia a pé ou a cavalo. Ainda que o projeto da linha ferroviária existia desde 1872, a mesma foi posta em funcionamento em 1 de junho de 1897.

### A anexação a Bilbau
Em 29 de outubro de 1924, um Real Decreto estabelecia o desaparecimento da anteiglesia de Deusto e a sua anexação à villa de Bilbau, em 1 de janeiro de 1925. No mesmo decreto ordenava-se , além disso, a anexação de Begoña e de Erandio.
Nos anos seguintes, sucederam-se uma série de planos por parte do arquiteto Ricardo Bastida, a fim de definir a primeira configuração urbana do território, naquela altura caseríos. A explosão industrial de Bilbau originou, em meados do século XX, uma série de favelas na encosta do monte Banderas. No início dos anos 1950, Francisco Franco veio para zona, e ordenou demolir estas precárias habitações e construir um bairro residencial operário, projeto efetuado na década seguinte.
Entre 1932 e 1936 foram efetuadas as obras da Ponte de Deusto, uma ponte levadiça que viria comunicar o bairro com Abando. Durante a época franquista será conhecido como a ponte do Generalíssimo.
Em 1968 pôs-se em serviço um braço de água ligada pelo lado noroeste à ria conhecido como o "canal de Deusto", com a intenção de descongestionar o tráfego do porto de Bilbau. Com isso foi formada a península de Zorrozaurre.

## Bairros

### Arangoiti

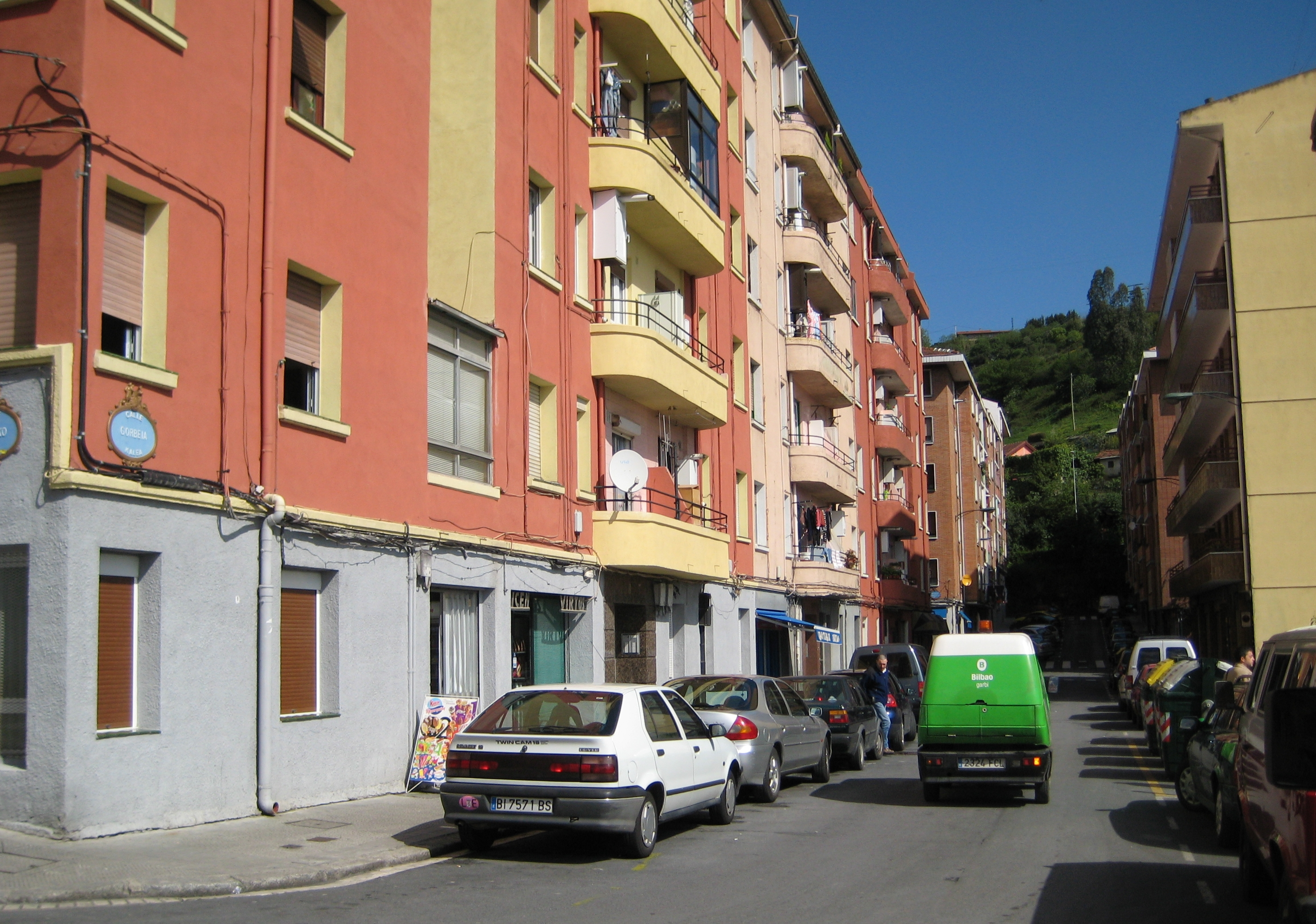
Rua Gorveia em Arangoiti

Arangoiti é o bairro menor e menos povoado do distrito, com 4 621 habitantes e 0,13 km². Isto torna-o o bairro com maior densidade populacional, com 35 546 hab/km². Situa-se na encosta do monte Banderas (223 m) e limita unicamente com o bairro de San Pedro de Deusto-La Ribera, com o qual se comunica mediante acessos pedestres e um elevador que foi reabilitado em meados de 2007.
Desde 1959 encontra-se no bairro a sede da Escola de Magistério da Universidade do País Basco, edifício que será derrubado ao ser deslocada esta para o campus de Leioa. No solar serão construídas- habitações.

### Ibarrekolanda
Ibarrekolanda é o bairro situado no centro do distrito, limitando a norte com São Ignacio-Elorrieta, a sul com San Pedro de Deusto-La Ribera, a oeste com o canal de Deusto e a leste com o monte Banderas. Tem uma população de 11 303 habitantes e 0,39 km². Até meados do século XX o bairro era hortas, caseríos e chalés da burguesia bilbainha. De entre estes se destaca o imóvel de Sarriko, pertencente aos condes de Zubiria, atualmente parque e Faculdade de Ciências Econômicas e Empresariais da Universidade do País Basco.

### São Ignacio-Elorrieta
São Ignácio-Elorrieta (em basco San Inazio-Elorrieta) tem uma população de 13 908 habitantes numa superfície de 0,65 km² e uma densidade populacional de 21 397 hab/km². A origem do bairro moderno remonta à década de 1950 e foi construído pelo Estado sob o nome de San Ignacio de Loyola, para alojar a imigração por causa da forte re-industrialização da bacia do Nervión após a Guerra Civil. O bairro de Elorrieta data de 1897, e nele foi localizado o Matadouro de Deusto, junto ao município de Erandio. Santo Ignácio fica sobre o ensanche de Deusto, cheio de marismas e caserío, foi construído após a guerra civil. O extremo noroeste do bairro, Elorrieta, também contou com a primeira estações de tratamento de águas residuais da Espanha. Esta estação foi em parte realizada por uma epidemia de cólera, que impulsionou a necessidade de melhorar a qualidade da água assim como do seu tratamento. As obras começaram em 1895 e terminaram em 1903 sob o comando de Recaredo de Uhagón. Posteriormente à Guerra civil o seu uso limitou-se ao distrito de Deusto. Paulatinamente foi caindo em desuso até a sua espoliação em 1996. Atualmente o que resta da Casa de Bombas foi restaurado e declarado pelo Governo Basco Bem de Interesse Cultural.
O bairro conta com uma equipa de beisebol, o San Inazio Béisbol, na Divisão de Honra, a máxima categoria nacional. O mesmo joga de local no campo do Polidesportivo de Rekaldeberri.

### San Pedro de Deusto-La Ribera

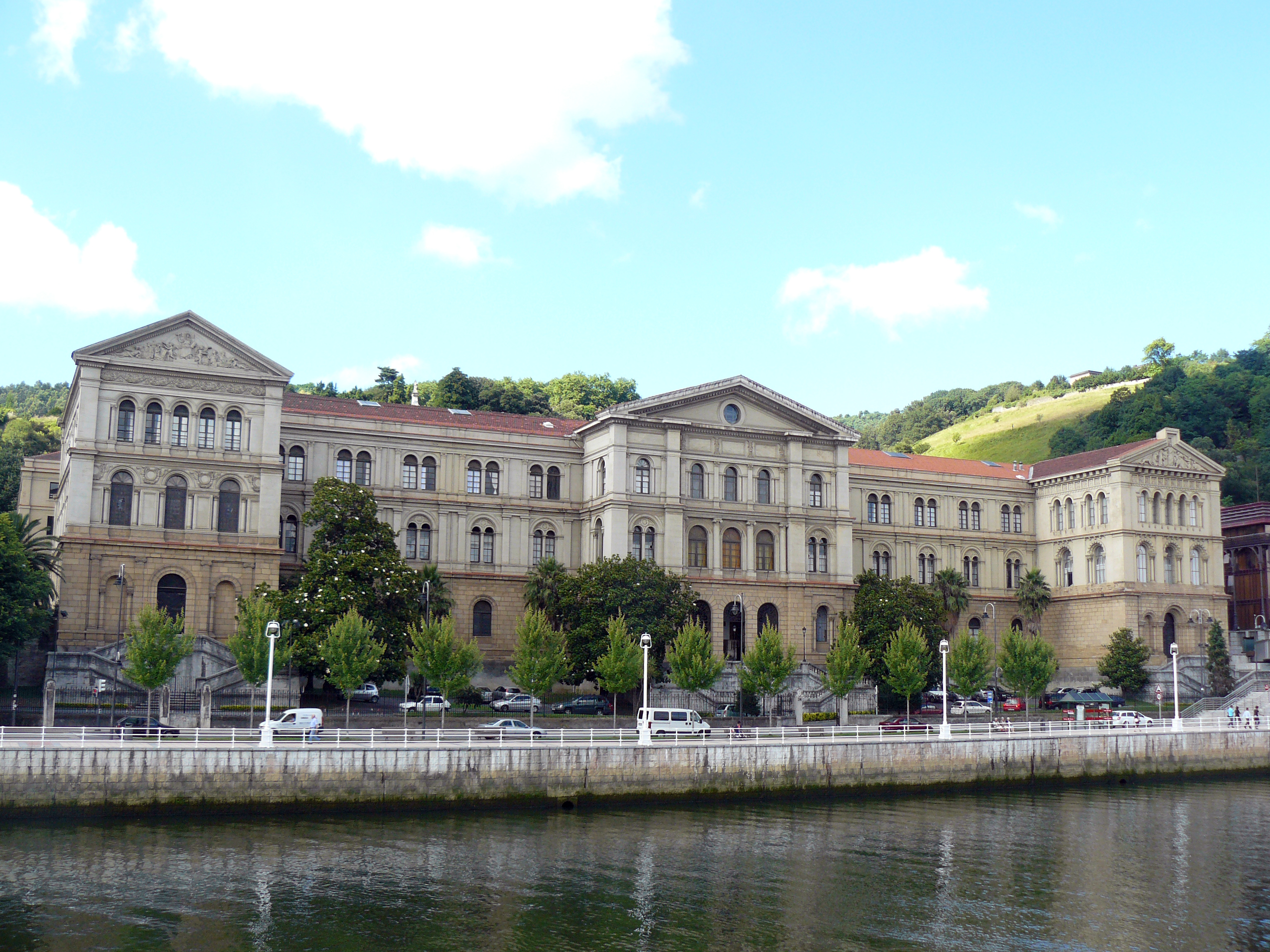
A Universidade de Deusto marca o extremo Leste do bairro de San Pedro de Deusto-La Ribera

San Pedro de Deusto-La Ribera (em basco: Deustu Doneperiaga-Deustuibarra) é o bairro mais extenso e povoado do distrito. Tem uma população de 22 267 habitantes e uma superfície de 1,89 km², o que dá uma densidade de 11 781 hab./km².
No bairro encontra-se a Igreja de San Pedro de Deusto, em estilo gótico basco, que foi o núcleo originário da anteiglesia.

#### Zorrozaurre
Zorrozaurre é o nome que recebe a península formada depois da escavação do canal de Deusto. Tem uma superfície de 601 433 m² e uma população de 452 habitantes. O nome é um composto de Zorroza, bairro situado ao outro lado da ria e aurre, "defronte". Forma parte oficialmente do bairro de San Pedro de Deusto-La Ribera, embora tradicionalmente fosse considerado um bairro à parte.
A península começou a desenvolver-se nos primórdios do século XX, após a abertura do canal de Deusto, em plena expansão industrial. Teve o seu apogeu na década de 1950, época na qual existiram grandes fábricas de mais de 500 trabalhadores, restaurantes para os operários e engarrafamentos no tráfego. Porém, na década de 1970, muitas das empresas deslocaram-se para outros pontos da província.
Em 1989 surgiu a ideia de renovar o bairro. Durante os anos seguintes, avaliaram-se as possibilidades de ocupar o terreno num parque tecnológico, passeios como o de Abandoibarra, e até mesmo um cais para cruzeiros de luxo. Em 2003, a Comissão Gestora para o Desenvolvimento Urbanístico de Zorrozaurre escolheu a arquiteta anglo—iraquiana Zaha Hadid, ganhadora do prêmio Pritzker de arquitetura, cuja equipa apresentou em 5 de outubro de 2007 o plano diretor, que estipula a conversão da península em ilha, ao continuar o canal de Deusto com uma largura de 75 metros, por motivos hidrológicos (fato que inicialmente teve a desaprovação dos vizinhos e comerciantes); a sua união com Abando, Basurto-Zorroza e o resto de Deusto mediante oito pontes (o que unirá a ilha com Zorroza será de caráter móvel) e a construção de 5.680 habitações, das quais 1 420 serão de "proteção oficial".
Previa-se que as obras começassem em 2010, com um custo inicial de 291 milhões de euros sem contar as habitações, razão pela qual se estima um investimento de 1 425 milhões. Por outro lado, afirmou-se que se manterão em pé 200 habitações existentes como uma "zona antiga", dadas as queixas dos atuais vizinhos, que reclamavam a reabilitação de alguns edifícios emblemáticos.
Na futura ilha de Zorrozaurre serão construídos vários arranha-céus para diferentes empresas. Entre elas, está confirmada a nova sede de Bilbao Bizkaia Kutxa (BBK), que entrará em funcionamento em 2013, ou o World Trade Center Bilbau. Adicionalmente, também se confirmou que o Igualatorio Médico Quirúrgico (IMQ) vai construir uma clínica em Zorrozaurre, cujas obras começaram em 2009 e que, após concluir-se, será um dos primeiros novos edifícios da futura ilha.
Também existe a possibilidade de usar o arco do estádio de San Mamés como uma das futuras pontes da ilha, dado que o campo será derrubado para abrir espaço a um novo. O prefeito de Bilbau, Iñaki Azkuna qualificou a possibilidade de "bilbainada formosa", embora reconhecesse que carece de um projeto estável.

## Serviços públicos

### Bibliotecas
O distrito conta com duas bibliotecas que fazem parte da rede municipal: a de Deusto e a de Santo Ignácio. A primeira inaugurou-se em 1998 e situa-se num antigo sanatório. Por outro lado, a Biblioteca de Santo Ignácio é das mais antigas da rede, pois a sua inauguração ocorreu em 1966. Sofreu remodelações em 1986 e finalmente em 1996, quando aumentou significativamente a sua superfície. Ambas localizam-se na artéria principal do distrito, a avenida Lehendakari Agirre e entre as duas somam cerca de 40 000 documentos entre livros, publicações periódicas e material audiovisual.

### Instalações desportivas
O distrito conta com dois ginásios de esportes em San Pedro de Deusto-La Ribera e em São Ignacio-Elorrieta. O primeiro —o denominado Polidesportivo de Deusto— encontra-se frente à ponte Euskalduna e foi construído em 1987 e remodelado no verão de 2004. O mesmo conta com uma zona de ginásio, um pavilhão coberto, uma quadra de ginásio de esportes de erva, sauna e quadra de squash. Pela sua vez, o ginásio de esportes de Santo Ignácio conta com um campo de futebol de erva artificial, assim como também de quadras de tênis, gimnásios, frontóns (quadras de pelota basca) e sala de balé. Existe o projeto de construir num edifício frente a este ginásio de esportes, um Palácio de Gelo com capacidade para 2 000 pessoa.

## Canal de Deusto

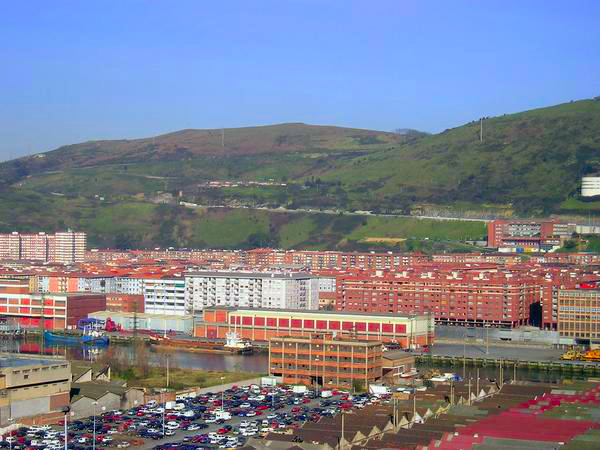
O bairro de São Ignacio-Elorrieta. Na parte inferior divisa-se o canal de Deusto.

O canal de Deusto é de um braço de água artificial com orientação noroeste-sudeste e que quase divide o distrito completamente. A península que se formou recebe o nome de Ribera de Deusto ou Zorrozaurre.
Nos anos seguintes à anexação da vila foi concebida a possibilidade de abrir um canal no setor com a finalidade de conseguir "um melhor aproveitamento da veiga para o serviço marítimo e comercial", de acordo com o Projeto de Extensão Urbana da I.(lustre) Vila Bilbau com as anexações de Begoña, Deusto e parte de Erandio, redigido em 1929 pelos arquitetos Segurola e Odriozola. Posteriormente baralharam-se as possibilidades de quer modificar o leito atual, quer construir um novo. A primeira foi descartada dado que implicava a demolição dos edifícios situados na ribeira e, além disso, porque a segunda opção permitia um traçado mais largo, além de evitarem as curvas de Elorrieta e Olaveaga, que dificultavam a navegação.
O projeto inicial foi aprovado em 1929, mas a proximidade da guerra civil fez suspender as obras até ser aprovado um novo projeto duas décadas mais tarde. As obras começaram em duas etapas, começando a primeira em 11 de outubro de 1950, e a segunda um ano mais tarde. O canal ia consistir numa abertura total desde os estaleiros de Euskalduna até Elorrieta, com uma largura de 130 m na sua curva inicial até 100 m na sua desembocadura; com um comprimento de 2 936 metros na margem esquerda e 2 409 m na direita, e uma profundidade de 7 metros abaixo da baixa-mar. O canal foi posto em serviço em agosto de 1968 quando ainda faltavam 400 metros para a sua abertura total.
O canal esteve em serviço até 7 de fevereiro de 2006, enquanto duraram as ampliações do porto de Bilbau. Com a saída do navio Fri River, que descarregou 3 051 bobinhas de aço, que pôs ponto final às atividades portuárias da vila, exceto o molhe de Zorroza, ainda em atividade.

## Pontes
Em 2008, o distrito está ligado ao resto da vila por uma avenida (a Avenida das Universidades) duas pontes e uma passarela pedestre, a Ponte Pedro Arrupe.
Ponte de Deusto

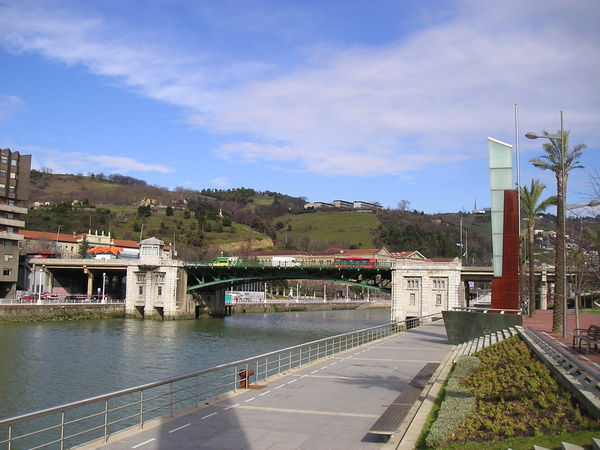
A Ponte de Deusto

É uma ponte levadiça que liga o bairro de San Pedro de Deusto-La Ribera com o distrito de Abando, justo no limite entre os bairros de Abando e Indauchu. Foi construída em 13 de dezembro de 1936 sob as ordens do engenheiro Ignacio Rotaeche, mas foi voado seis meses mais tarde, durante a Guerra Civil. A sua reconstrução terminou no final de 1937, mantendo os planos anteriores.
Ponte Euskalduna
Localiza-se sobre os que foram os estaleiros homônimos e, assim como a ponte de Deusto, liga San Pedro de Deusto-La Ribera com Abando. Foi inaugurado em 18 de abril de 1997. Da autoria de Javier Manterola, caracteriza-se pela sua planta curva e por apresentar uma calçada de dois carris e uma calçada coberta.

## Transporte público
Deusto é servido por uma ampla rede dos serviços de transporte público da cidade e da província.

### Ôníbus
O serviço de ôníbus urbanos, Bilbobus, liga o distrito principalmente com o centro da cidade, embora também sirva outros bairros periféricos. Pela sua vez, Bizkaibus, o serviço de ôníbus da província de Biscaia, tem frequentes linhas e numerosas paradas no distrito, principalmente daquelas linhas que partem de Abando para se dirigir aos municípios de Munguialdeia, Margen direita e ao campus de Lejona da Universidade do País Basco.

### Metro de Bilbau

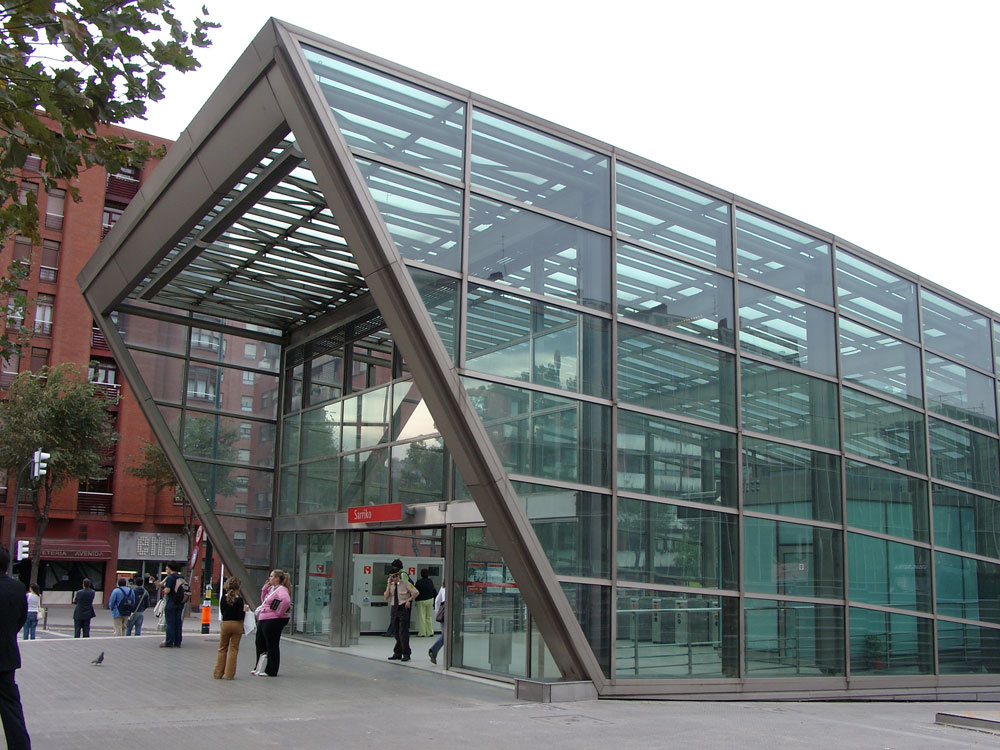
Estação de Sarriko

As obras do Metro de Bilbau no distrito foram das primeiras efetuadas na vila, seguidas às realizadas em Abando. Em 1989 começaram as obras, e a rede foi inaugurada em 11 de novembro de 1995. Atualmente passa pelo distrito o chamado tronco comum das linhas 1 e 2, e tem três paradas, Deusto, Sarriko e Santo Inazio, na qual ambas as linhas se dividem para continuar nos municípios de Erandio e Barakaldo. Todas as estações encontram-se na artéria principal do distrito, a avenida Lehendakari Agirre.

### EuskoTren
De Deusto parte a linha 4 do EuskoTren, o serviço ferroviário suburbano da área metropolitana de Bilbau, que chega até o município de Lezama. Dentro do distrito encontram-se as paradas Deustu na rua Ramón y Cajal e Unibertsitatea, próxima à Universidade de Deusto.

### EuskoTran
Hã um projeto de levar o EuskoTran (bonde) à futura ilha de Zorrozaurre, cruzando a ria por um voado aditamento à Ponte Euskalduna. O bonde percorrerá o bairro ao longo do mesmo, em linha reta seguindo a sua avenida principal. Também há projetadas quatro paradas.